# Saeed Mehdiyoun
Saeed Mehdiyoun (Zanjan, 17 aprile 1928 – 15 agosto 1980) è stato un generale iraniano, ucciso dal neo-nato regime islamico.
Venne nominato Comandante della Forza aerea imperiale iraniana a metà febbraio 1979, in sostituzione di Amir Hossein Rabii (anch'egli giustiziato dal nuovo regime). Venne estromesso due giorni dopo, per mancanza di popolarità tra il personale subordinato. Mentre cercava di lasciare il paese, fu arrestato per aver partecipato al complotto Nojeh, e successivamente giustiziato il 15 agosto 1980.